# Cheilomenes lunata
Cheilomenes lunata — жук из семейства божьих коровок (лат. Coccinellidae). Обитает в основном на африканском континенте. Это насекомое является естественным врагом Eriosoma lanigerum, а также других видов тлей. Поскольку это естественный враг некоторых тлей, его можно использовать для биологической борьбы с ними.